# Helga Gripp-Hagelstange
Helga Gripp-Hagelstange (* 4. Dezember 1935; † 3. Oktober 2004)  war eine deutsche Soziologin. Sie war bis zu ihrer Emeritierung im Jahr 2001 Professorin für Soziologie an der Universität Duisburg-Essen. Ihr Fachgebiet war die theoretische Soziologie, sie beschäftigte sich wissenschaftlich überwiegend mit den Werken von Niklas Luhmann und Jürgen Habermas.

## Schriften (Auswahl)
- Problemfeld Ehe. Eine Fallanalyse. Klett-Cotta, Stuttgart 1979, ISBN 3-12-922811-X.
- Jürgen Habermas. Und es gibt sie doch – zur kommunikationstheoretischen Begründung von Vernunft bei Jürgen Habermas. Schöningh, Paderborn; München; Wien; Zürich 1984, ISBN 3-506-99376-3.
- Theodor W. Adorno. Erkenntnisdimensionen negativer Dialektik.  Schöningh, Paderborn; München; Wien; Zürich 1986, ISBN 3-506-99386-0.
- Niklas Luhmann. Eine erkenntnistheoretische Einführung. 2. Auflage, Fink, München 1997; ISBN 3-8252-1876-7 (Erste Auflage 1995, ISBN 3-8252-1876-7).
- Niklas Luhmanns Denken. Interdisziplinäre Einflüsse und Wirkungen. UVK, Konstanz, 2000, ISBN 3-87940-721-5.